# Bristol County (Rhode Island)
Bristol County ist ein County im Bundesstaat Rhode Island der Vereinigten Staaten. Im Jahr 2020 hatte das County 50.793 Einwohner und eine Bevölkerungsdichte von 794 Einwohnern pro Quadratkilometer. Der Verwaltungssitz (County Seat) ist Bristol.

## Geographie
Das County hat eine Fläche von 116 Quadratkilometern, wovon 52 Quadratkilometer Wasserfläche sind. Es grenzt im Uhrzeigersinn an folgende Countys: Bristol County (Massachusetts), Providence County und Kent County.

## Geschichte
Das Bristol County wurde am 2. Juni 1685 eingerichtet und nach der gleichnamigen Stadt benannt. Im Jahr 1746 kam es zu einer Grenzverschiebung gegenüber Massachusetts, die Bristol Rhode Island zuschlug.
Ein Ort im County hat den Status einer National Historic Landmark, das Joseph Reynolds House. 27 Bauwerke und Stätten des Countys sind im National Register of Historic Places (NRHP) eingetragen (Stand 25. Juli 2018).

## Demographie
Laut der Volkszählung im Jahr 2000 lebten im Bristol County 50.648 Einwohner in 19.033 Haushalten und 13.361 Familien. Die Bevölkerung setzte sich aus 96,81 Prozent Weißen, 0,69 Prozent Afroamerikanern und 1 Prozent Asiaten zusammen. 1,13 Prozent der Bevölkerung waren spanischer oder lateinamerikanischer Abstammung. Das Prokopfeinkommen betrug 26.503 US-Dollar; 4,4 Prozent der Familien sowie 6,3 Prozent der Bevölkerung lebten unter der Armutsgrenze.

## Städte und Gemeinden
- Barrington
- Bristol
- Warren